# 东岛
东岛是西沙群岛宣德群岛中的第二大的岛屿。

## 简介
东岛是西沙群島东部的宣德群岛东岛环礁中的岛屿，位于永兴岛东南约50公里。东岛是上升礁和珊瑚贝壳沙体复合组成的岛屿。该岛呈长方形，岛周围有沙堤环绕，岛中部地势低洼。面积1.7平方公里。是西沙群岛第二大岛。海南渔民则俗称为“猫兴岛、巴兴、吧兴岛”。中国人民解放军海军守备队在岛上驻防。经过疏浚航道在岛西侧建有码头。

## 历史
1905年，广东水师提督李准巡海时以粤督张人骏的籍贯命名为“丰润岛”。1935年公布名称为“林康岛”。1947年公布名称为“和五岛”，以纪念16世纪在菲律宾反抗西班牙殖民者的起义领袖潘和五。因位于西沙群岛的东面而得名东岛。1983年公布名称为“东岛”。
1996年，中国政府发布关于领海范围的声明，东岛有三点是中国领海基点。
- 东岛（1）北纬16°40.5' 东经112°44.2'
- 东岛（2）北纬16°40.1' 东经112°44.5' [6]
- 东岛（3）北纬16°39.8' 东经112°44.7'

## 西方文献记录
英国太平洋航海水文地理学家亚历山大·乔治·芬德利（英語：Alexander G. Findlay）在1878年出版《印度群岛，中国海，日本海航行指南》(“A Directory for the Navigation of the Indian Archipelago, China, and Japan”)，书中第643页有关于东岛的记载：
|  | “该岛中心有优质泉水，詹姆士·霍尔斯堡也提到过，是由海南渔民在一棵矮化生长的椰子树旁边打出的水井，咸水被过滤。” |

(英语原文：The spring of excellent water in the centre of this island,
mentioned by Horsburgh, is merely a well dug by the Hainan fishermen
close to a stunted cocoa-nut tree, into which the salt water filters.)

## 生态资源

### 植物
岛上植被繁茂，有由原生树种麻枫桐树组成的树林，岛屿四周遍布草海桐、银毛树等灌木丛。此外还有大量人工种植的椰子树、木麻黄等。

### 动物
岛上拥有50多种鸟类，数量达5万只，以白鲣鸟最多，设立有海鸟自然保护区。
岛上还存在黄牛、山羊等陆生动物，为中国渔民从外面引入的。
西沙东岛海域国家级水产种质资源保护区位于东岛周围的礁盘区。